# Сегебергер Калкберг
Калкберг (превод: „гипсова планина“) е скала с височина 91 метра в центъра на град Бад Зегеберг, Шлезвиг-Холщайн, Германия. Името му е неточно, тъй като не е изградена от варовик (калциев карбонат), а от гипс (калциев сулфат).

## Геология
Калкберг представлява геоложки интересна формация. Под него се намира солен купол, който е изграден от солни седименти и се повдига с времето. Гипсът, който образува скалата, е бил депозиран като сулфатен седимент преди около 250 милиона години от Зексщайнско море. В по-късни периоди от земната история нарушенията и движенията в земната кора са позволили на солните седименти да се пробият нагоре и да образуват солния купол под гипсовата скала на Калкберг. Солният купол продължава да се повдига със скорост от един до два милиметра годишно. Тази геоложка формация представлява значим природен феномен в региона и предоставя ценна информация за геологическата история на района. Червените скали на Хелголанд или Мюнстердорфер Геестинзел са варовик, една от малкото формации в Шлезвиг-Холщайн, които не са създадени от ледниковите периоди. Добивът на солния купол приключва през 1860 година. От солния купол идва солна вода, която подхранва минералната баня и дава името на Бад Зегеберг (Bad Segeberg).

## История
Първоначално, Калкберг е бил висок около 110 метра. След векове на добив на гипса, днес той достига само 91 метра. През Средновековието Лотар от Саксония построява замък Сигеберг на планината, която по това време се нарича Алберг. Графовете на Шауенбург и Холщайн създават две поколения, разположено в замъка Сигеберг . Второто поколение се нарича графство Щормарн или Холщайн-Зегеберг по майчина линия и столицата.
Между 1273 и 1308 година Адолф V Померански, вторият син на граф Йохан II Хромоок от Холщайн-Кил, пребивавал в замъка. Адолф V бил наследен от втория син на Йохан, Адолф VII, който управлявал от 1308 до 1315 година. През 1315 година Адолф VII бил убит в замъка Сигебург, в леглото си, от група рицари, предводени от Хартвиг Ревентлов Hartwig, който имал лична вражда с него. Холщайн-Зегеберг Holstein-Segeberg тогава бил възобновен в Холщайн-Кил Holstein-Kiel, който впоследствие се слива с Холщайн-Ренсбург Holstein-Rendsburg през 1390 година.
През 1397 година Холщайн-Ренсбург Holstein-Rendsburg отново разделил Холщайн-Зегеберг като феодално владение за по-младия брат на Герхард VI, Алберт (Албрехт) II, с резиденция в замъка Сигебург. През 1403 година Герхард възвърна Холщайн-Зегеберг Holstein-Segeberg чрез обратно прехвърляне след смъртта на Алберт в битка срещу Дитмарш. Замъкът Сигебург бил разрушен по време на Тридесетгодишната война от шведските войски. Днес остана само кладенец.
През 1913 г. са открити варовикови пещери, разположени в долната част на скалата. Те са дом на прилепи и единствените известни зегебергски пещерни бръмбари ( Choleva septentrionis holsatica ).
Преди Първата световна война Калкберг е собственост на пруската държава, която всяка година печели значителни печалби от добива на гипс. След откриването на пещерата пруското министерство на търговията и промишлеността се съгласи да работи в кариерата с осигуряването на дългосрочна защита на град Бад Зегеберг. През 1922 г. градът най-накрая закупува хълма. Ангажиментът за опазване на планината идва доста късно: добивът приключва през 1931 г. През годините скалата е загубила около две трети от първоначалната си маса.
Между 1934 – 1937 г. Службата по труда на Райха построява стадион Калкберг в ямата, създадена от добива на гипс. Това е открита сцена с около 7800 седящи места и 12 000 правостоящи. Фестивалът на Карл Май се провежда тук всяка година от 1952 г.
До 11 април 1942 г. останките от Калкберг и част от пещерата са обявени за природен паметник. Природният паметник включва само откритите стени и скалата непосредствено под пещерата. Поради това големи части от пещерната система са били законно незащитени.
Заповедта за защита от 18 септември 1995 г. разширява защитата върху пещерата в пълния ѝ обхват и езерото Малко Зегеберг (в подножието на Калкберг) като природен резерват. По този начин Kalkberg, пещерата и езерото Little Segeberg са записани тук за първи път като геоложка единица.

## Туризъм
Има павирани пешеходни пътеки до платформата на върха, която е популярна гледка. Гледката се простира наоколо добре в хълмовете на Шлезвиг-Холщайн, при добра видимост до църковните кули на Любек. Стълбище води от Gipfelweg (Пътят на върха) от ръба на 43-метровата шахта на кладенеца  на бившия замък. Посещенията на пещерата Kalkberg са възможни между април и септември.